# أني فوي
أنّي فوي هي طاهية كندية، ولدت في 17 يوليو 1968.